# Joseph Gallagher
Joseph Gerard Gallagher (* 4. Mai 1964 in London), bekannt als Joe Gallagher, ist ein englisch-schweizerischer Schachspieler und Schachbuch-Autor.

## Biografie
Joseph Gallagher wurde 1987 Internationaler Meister und trägt seit 1990 den Grossmeister-Titel des Weltschachverbands FIDE. Er wurde 2001 Britischer Meister, lebt aber seit Ende der 1980er Jahre in der Schweiz, wo er insgesamt siebenmal die nationale Meisterschaft gewinnen konnte (1997, 1998, 2004, 2005, 2007, 2012 und 2021). 
Bekannt ist Gallagher auch als Buchautor zu verschiedenen Schacheröffnungen. Er gilt insbesondere als Anhänger und Spezialist der Königsindischen Verteidigung.
Joseph Gallagher lebt mit seiner Schweizer Ehefrau in Neuenburg NE.

## Mannschaftsschach

### Nationalmannschaft
Mit der Schweizer Nationalmannschaft nahm Gallagher von 1998 bis 2014 an allen neun Schacholympiaden teil, von 1997 bis 2015 an allen zehn Mannschaftseuropameisterschaften sowie an der Mannschaftsweltmeisterschaft 1997.

### Vereinsschach
In der britischen Four Nations Chess League (4NCL) spielte Gallagher in der Saison 1998/99 bei Home House, in der Saison 1999/2000 bei Index-IT, von 2000 bis 2002 bei Beeson Gregory und von 2002 bis 2009 bei Guildford A&DC. Er gewann die 4NCL 2001, 2002, 2004, 2007 und 2008.
In der Schweizer Nationalliga A spielte Gallagher bis 2007 bei der Schachgesellschaft Biel, mit der er 2000, 2001 und 2004 die Mannschaftsmeisterschaft gewann. Von 2008 bis 2010 spielte er bei Lausanne Le Joueur, von 2011 bis 2014 und erneut seit 2018 beim SK Réti Zürich, er wurde mit diesem 2011, 2013 und 2014 Schweizer Mannschaftsmeister.
In der deutschen Schachbundesliga spielte Gallagher von 1996 bis 2002 beim SV Castrop-Rauxel und von 2002 bis 2004 bei Werder Bremen.
In der französischen Top 16 spielte Gallagher von 2004 bis 2006 bei der Association Cannes-Echecs.
Am European Club Cup nahm er 1986 mit Streatham & Brixton London und 2005 mit der SG Biel teil.

## Publikationen
- 101 Angriffsideen im Schach. Gambit Publications Ltd, 2006, ISBN 1-904600-56-5.
- 365 Wege zum Schachmatt. Gambit Publications Ltd, 2006, ISBN 1-904600-37-9.
- Starting Out: Play the King’s Indian. Everyman Chess, London 2004, ISBN 1-85744-324-1.
- Starting Out: The Pirc/Modern. Everyman Chess, London 2003, ISBN 1-85744-336-5.
- Starting Out: The Caro-Kann. Everyman Chess, London 2002, ISBN 1-85744-303-9.